# SVT Nyheter
SVT Nyheter är ett nyhetsprogram från Sveriges Television.

## Historia
Den 29 februari 2016 bytte alla Rapportsändningar utom de två huvudsändningarna 18.00 och 19.30 namn till SVT Nyheter.
Den 1 april 2016 startade Nyheter på lätt svenska, som även dubbas till arabiska och textas på engelska. Den sänds vardagar 17.15 i SVT2. och en del av sommaren sänds det på vardagar 17.25 i SVT2

## Sändningstider
SVT Nyheter sänds på följande tider:
- Vardagar: 06.30, 07.00, 07.30, 08.00, 08.30, 09.00 och 09.30 i SVT1.
  - 12.00 och 16.00 i SVT2.
  - 22.00 i SVT1.
- Lördagar och söndagar:
  - c:a 16.00 i SVT2.
  - Någon gång C:a mellan kl 22.00-23.35 i SVT1.